# Cadwallon (rollspel)
Cadwallon är ett rollspel som utspelas i figurspelet Confrontations spelvärld. Spelet publiceras av det franska företaget Rackham. Cadwallon finns i en fransk och en engelsk utgåva.

## Spelvärld
Cadwallon är namnet på den stora stad där rollspelet utspelar sig i. Staden, som grundades av ett kompani legosoldater, är belägen mitt i en stor kontinent där ett massivt krig kallat Rag'narok utkämpas. Staden är dock fri från de omgivande ländernas politik och berörs inte nämnvärt av kriget.

## Regelsystem
Cadwallon har ett eget regelsystem som endast använder sexsidiga tärningar.